# Райимбек батир (електродепо)
ТЧ-1 «Райимбек батир» (каз. Райымбек батыр) — єдине електродепо Алматинського метрополітену.
Введено в експлуатацію 22 березня 2009.

## Рухомий склад

### Пасажирський рухомий склад
До депо приписано 7 4-вагонних потягів Hyundai Rotem, виготовлених в 2009-2010 роках, з наскрізним проходом по всьому складу, кондиціонуванням пасажирського салону, відеоспостереженням і можливістю повного автоведения

### Спеціальний рухомий склад
У депо є кілька тягових модулів на суміщеному автомобільно-залізничному ходу, вироблених компанією Zagro, і двовісних вантажних платформ.

## Сполучення з метрополітеном
Депо сполучено двоколійною СЗГ зі станцією «Райимбек батир» .
Також в тунель на невелику відстань заходить одна з паркових колій, тому що вона не вміщується на поверхні.

## Сполучення із залізницею
Депо сполучено одноколійним гейтом із залізничною станцією Алмати-1 і двоколійним гейтом із залізничною станцією Алмати-2.

## Ресурси Інтернету
- Акумуляторна енциклопедія Райимбек батир (електродепо)